# Coatetelco (Morelos)
Coatetelco es una localidad del estado mexicano de Morelos. Es cabecera del municipio de Coatetelco.

## Demografía
| Censo | Población |
| ----- | --------- |
| 1900  | 2 365     |
| 1910  | 3 013     |
| 1921  | 1 545     |
| 1930  | 2 164     |
| 1940  | 2 857     |
| 1950  | 3 625     |
| 1960  | 4 614     |
| 1970  | 5 268     |
| 1980  | 7 816     |
| 1990  | 7 157     |
| 1995  | 8 211     |
| 2000  | 8 796     |
| 2005  | 8 550     |
| 2010  | 9 094     |
| 2020  | 9 672     |